# Karli (ime)
Karli je moško osebno ime.

## Izvor imena
Ime Karli je različica moškega osebnega imena Karel.

## Pogostost imena
Po podatkih Statističnega urada Republike Slovenije je bilo na dan 31. decembra 2007 v Sloveniji število moških oseb z imenom Karli: 66.

## Osebni praznik
Osebe z imenom Karli lahko godujejo takrat kot osebe z imenom Karel.